# North Middletown (Kentucky)
Pour les articles homonymes, voir North Middletown.
North Middletown est une ville américaine située dans le comté de Bourbon, dans le Kentucky. Selon le recensement de 2020, sa population est de 610 habitants.